# Independent Monitoring Commission
Pour les articles homonymes, voir IMC.
L'Independent Monitoring Commission ou IMC (français : Commission indépendante de surveillance) est une organisation fondé par les gouvernements irlandais et britannique en septembre 2003, dans le cadre du processus de paix du conflit nord-irlandais. Elle publie à partir du 20 avril 2004 des rapports sur l'application de l'accord du Vendredi saint, en particulier sur les groupes paramilitaires.